# Culicoides javae
Culicoides javae är en tvåvingeart som beskrevs av Tokunaga 1951. Culicoides javae ingår i släktet Culicoides och familjen svidknott. Inga underarter finns listade i Catalogue of Life.